# Коломыйская епархия УГКЦ
Коломыйская епархия УГКЦ — епархия Украинской грекокатолической церкви с кафедрой в городе Коломыя. Входит в Ивано-Франковскую архиепархию (митрополию).

## История

### Коломыйско-Черновицкая епархия
12 июля 1993 года Верховный Архиепископ и Кардинал Мирослав Иван Любачевский сообщил о создании новой Коломыйско-Черновицкой епархии. 31 октября 1993 года был назначен первый епископ новой епархии, им был выбран Павел (Василик). В интронизации принял участие Апостольский Нунций Антонио Франко, Глава УГКЦ Мирослава Ивана Любачевского[кто?], епископ Ивано-Франковский Софрон (Дмитерко). 15 июля 2003 года архиепископ Любомир (Гузар) провел архиепископскую[прояснить] хиротонию Владимира (Вийтишина), который стал первым епископом-коадъютором Коломыйско-Черновицким.
12 декабря 2004 года после смерти Павла (Василика) должность унаследовал епископ-коадъютор Коломыйско-Черновицкий Владимир (Вийтишин), он исполнял эти полномочия до июня 2005 года.
12 июля 2005 года Любомир (Гузар), Софрон (Мудрый) и Владимир (Вийтишин) провели хиротонию Николая (Симкайло). Он стал новым епископом Коломыйской кафедры. После смерти епископа Николая кафедру возглавил Василий (Ивасюк), администратор Коломыйско-Черновицкой епархии.

### Коломыйская епархия
В 2017 году из состава Коломыйско-Черновицкой епархии выделилась Черновицкая епархия УГКЦ, епархия же получила название Коломыйской. Епископ Коломыйский с 12 сентября 2017 — Василий (Ивасюк).
20 августа 2023 года проведена епископская хиротония Павла (Голинея).

## Епископы
- Павел (Василик) епископ Коломыйско-Черновицкий с 31 октября 1993 по 12 декабря 2004
- Владимир (Вийтишин) епископ-коадъютор Коломыйско-Черновицкий с 15 июля 2003 по 13 июля 2005
- Николай (Симкайло) епископ Коломыйско-Черновицкий с 13 июля 2005 по 21 мая 2013
- Василий (Ивасюк) епископ Коломыйско-Черновицкий 22 марта 2013 по 12 сентября 2017, епископ Коломыйский с 12 сентября 2017

### Епископы-коадъюторы
- Владимир (Вийтишин) епископ-викарий 13 мая 2003 по 12 декабря 2004

- Павел (Голиней), епископ-помощник Коломыйский с 20 августа 2023

## Деканаты
В составе епархии 18 деканатов.

### Березовский деканат
| Село                  | Приход                                  | Священник                            | Дата визитации                                                                                                  |
| --------------------- | --------------------------------------- | ------------------------------------ | --- |
| Баня-Березов          | Святых апостолов Петра и Павла 1892     | отец Михаил Дрогомирецкий            | 30.06.2024 Петр (Голиней)                                                                                       |
| Лючки                 | Введения в храм Пресвятой Девы          | отец Михаил Дрогомирецкий            | |
| Выжний Березов        | Воздвижения Честного Христа             | отец Василий Боднарчук               | |
| Выжний Березов        | Святого Пророка Илии                    | отец Игорь Полюк                     | 04.11.2018 Василий (Ивасюк) 11.07.2021 Василий (Ивасюк)                                                         |
| Нижний Березов        | Святого Николая                         | отец Игорь Полюк                     | Василий |
| Середний Березов      | Успения Пресвятой Богородиц             | отец Роман Шкабрий                   | 29.04.2019 Василий (Ивасюк)                                                                                     |
| Стопчатов             | Святого Николая                         | отец Владимир Прокипчук              | 24.11.2024 Петр (Голиней)                                                                                       |
| Стопчатов             | Святой Параскевы                        | отец Николай Гаевый Отец Роман Ямбор | 07.11.2021 Василий (Ивасюк)                                                                                     |
| Стопчатов (Борисовка) | Рождества Пресвятой Богородицы          | отец Руслан Нодворнянский            | |
| Люча                  | Вознесения Господа нашего Иисуса Христа | отец Михаил Перцович                 | 17.11.2015 Василий (Ивасюк) 15.02.2018 Василий (Ивасюк) 17.05.2018 Василий (Ивасюк) 02.11.2024 Василий (ивасюк) |
| Текуча                | Святого Юрий Змееборца                  | отец Михаил Перцович                 | 20.10.2024 Василий (Ивасюк)                                                                                     |
| Яблунов               | Сострадания Пресвятой Девы Марии        | отец Дмитрий Погорелый               | 11.03.2018 Василий (Ивасюк) 08.05.2022 Василий (Ивасюк) 21.04.2024 Василий (Ивасюк)                             |

### Верховинский деканат
| Село       | Приход               | Священник                     | Дата визитации            |
| ---------- | -------------------- | ----------------------------- | ------------------------- |
| Верховина  | Святого Юрия         | отец-митрат Роман Болехивский | 31.01.2025 Петр (Голиней) |
| Выгода     | Святого Пантейлемона | отец-митрат Роман Болехивский |                           |
| Кривополье | Пресвятой Тройцы     | отец Владимир Ясинский        | 06.10.2024 Петр (Голиней) |

### Городенковский деканат

#### История
8 декабря 2019 года Городенку посетил епископ и папский посланник Ириней. Митрополича визитация
| Село      | приход                                   | Священник                  | Дата визитации |
| --------- | ---------------------------------------- | -------------------------- | --- |
| Вербовцы  | Пресвятой Девы Марии                     | Отец Игнат Липка           | |
| Городенка | Успения Пресвятой Девы Марии             | Отец-митрат Игорь Левицкий | 29.08.2021 Василий (Ивасюк) 16.08.2024 Петр (Голиней) 25.11.2024 Василий (Ивасюк)                                  |
| Городенка | Святого Николая 1879                     | Отец Николай Вонсуль       | 08.12.2019 Ириней (Билык) 20.12.2019 Василий (Ивасюк) 07.12.2023 Василий (Ивасюк) 07.12.2024 Петр (Голиней)        |
| Городенка | Непорочного Зачатия Пресвятой Девы Марии | Отец Игорь Ковбасюк        | |
| Глушков   | Святого Архистратига Михаила 1864        | Отец Роман Лапчинский      | 16.11.2014 Василий (Ивасюк) 11.11.2024 Василий (Ивасюк)                                                            |
| Серафинцы | Перенесения мощей Святого Николая 1882   | Отец Николай Ивасюк        | 13.05.2024 Василий (Ивасюк)                                                                                        |
| Котиковка | Святого Василя Великого 2023             | Отец Василий Гавраш        | 14.01.2019 Василий (Ивасюк) 23.07.2023 Владимир (Вийтишин) 01.01.2024 Василий (Ивасюк) 23.02.2025 Василий (Ивасюк) |
| Пробабин  | Святого Дмитрия                          | Отец Богдан Силецкий       | 08.11.2019 Василий (Ивасюк)                                                                                        |
| Стрельче  | Святого Ивана Богослова 1812             | Отец Владимир Дидыч        | |
| Тышковцы  | Воздвижения Честного Христа              | Отец Руслан Озарко         | 19.12.2019 Василий (Ивасюк)                                                                                        |
| Чортовец  | Пресвятой Тройцы                         | Отец Виталий Юрийчук       | 02.02.2025 Василий (Ивасюк)                                                                                        |

### Заболотовский деканат
| Село             | Приход                            | Священник                      | Дата визитации                                                                      |
| ---------------- | --------------------------------- | ------------------------------ | ----------------------------------------------------------------------------------- |
| Балинцы          | Введения Пресвятой Девы Марии     | отец Владимир Семчук           |                                                                                     |
| Заболотов        | Святого Архистратига Михаила      | отец Михаил Соколовский        | 09.03.2025 Василий (Ивасюк)                                                         |
| Ильинцы          | Успения Пресвятой Девы Марии      | отец Мирослав Сметанюк         | 25.04.2021 Василий (Ивасюк)                                                         |
| Ильинцы          | Святого Пророка Илии 2013         | отец Сергей Стефанский         | 02.08.2018 Василий (Ивасюк) 20.07.2024 Петр (Голиней)                               |
| Кульчковцы       | Святого Архистратига Михаила      | отец Владимир Шпак             | 23.11.2025 Петр (Голиней)                                                           |
| Олешков          | Святого Архистратига Михаила 2024 | отец Василий Гоян              | 08.11.2024 Василий (Ивасюк)                                                         |
| Турка Борщевская | Святых Апостолов Петра и Павла    | отец Михаил Соколовский        | 29.09.2024 Василий (Ивасюк)                                                         |
| Тростянец        | Вознесения Христового             | отец-митрат Николай Романенчук | 29.05.2018 Василий (Ивасюк) 13.06.2024 Василий (Ивасюк)                             |
| Троица           | Пресвятой Тройцы                  | отец Василий Гоян              | 17.06.2019 Василий (Ивасюк) 10.04.2022 Василий (Ивасюк) 26.12.2024 Василий (Ивасюк) |
| Тулуков          | Рождества Пресвятой Богородицы    | отец-митрат Николай Костюк     | 01.07.2018 Василий (Ивасюк)                                                         |
| Хомяковка        | Святого Ивана Золотоуста          | отец Николай Малярчук          | 17.11.2024 Василий (Ивасюк)                                                         |

### Коломыйский деканат

#### История
Деканы: Александр Русын 1908-1956Иван Остафийчук с 2005 по 2015
| Город   | Приход                                     | Священник                     | Дата визитации |
| ------- | ------------------------------------------ | ----------------------------- | -------------- |
| Коломыя | Покровы Пресвятой Девы Марии               | отец Сергей Дмитрук           |                |
| Коломыя | Святых Владимира и Ольгы                   | отец Иван Петруняк            |                |
| Коломыя | Святых Апостолов Петра и Павла             | отец Виктор Гавраш            |                |
| Коломыя | Святого Архистратига Михаила               | отец-митрат Петр Чиборак      |                |
| Коломыя | Богоявления Господнего                     | отец Виталий Коцур            |                |
| Коломыя | Священномученика Иосафата                  | отец Владимир Касиан          |                |
| Коломыя | Успения Пресвятой Девы Марии               | отец Михаил Малкович          |                |
| Коломыя | Святого Андрея Первозванного               | отец Николай Остафийчук       |                |
| Коломыя | Стретения Господнего                       | отец Роман Кицелюк            |                |
| Коломыя | Вознесения Господа нашего Иисуса Христа    | отец Петр Лащевский           |                |
| Коломыя | Кафедральный собор Преображения Господнего |                               |                |
| Коломыя | Благовещения Пресвятой Девы Марии          | отец-доктор Андрей Танасийчук |                |

### Корницкий деканат
| Село            | Приход                            | Священник                  | Дата визитации                                                                    |
| --------------- | --------------------------------- | -------------------------- | --------------------------------------------------------------------------------- |
| Великая камянка | Святого Архистратига Михаила      |                            |                                                                                   |
| Гвиздец         | Рождества Пресвятой Богородицы    |                            |                                                                                   |
| Годы-Доброводка | Святого Юрия                      | отец Владимир Дрозд        | 26.10.2023 Петр (Голиней)                                                         |
| Грушев          | Успения Пресвятой Девы Марии      | отец Роман Гаварецкий      |                                                                                   |
| Дебеславцы      | Святого Николая                   | отец Святослав Васкул      | 19.12.2021 Василий (Ивасюк)                                                       |
| Загайпиль       | Успения Пресвятой Девы Марии      | отец Василий Гаврилюк      |                                                                                   |
| Замулинцы       | Перенесения мощей святого николая | отец Игорь Горук           |                                                                                   |
| Корныч          | Перенесения мощей святого Николая | отец Василий Коновалюк     | 19.05.2024 Василий (Ивасюк)                                                       |
| Королевка       | Покровы Пресвятой Девы Марии      | отец Олександр Селезинка   |                                                                                   |
| Малая Камянка   | Святой Параскевы                  | отец Юрий Савчук           |                                                                                   |
| Матеевцы        | Собора Пресвятой Девы Марии       | отец-митрат Михаил Арсенич |                                                                                   |
| Назирна         | Рождества Пресвятой Девы Марии    | отец Василий Гаврилюк      | 15.12.2024 Василий (Ивасюк)                                                       |
| Перерив         | Рождества Пресвятой Девы Марии    | отец Василий Латчук        |                                                                                   |
| Пилипи          | Пресвятой Тройцы                  | отец Юрий Свищ             | 08.06.2018 Василий (Ивасюк) 11.04.2021 Василий (Ивасюк) 30.03.2025 Петр (Голиней) |
| Фатевцы         | Рождества Пресвятой Девы Марии    | отец Василий Палийчук      | 13.02.2022 Василий (Ивасюк)                                                       |
| Ценява          | Воздвижения Честного Христа       | отец Юрий Савчук           | 30.09.2018 Василий (Ивасюк) 14.04.2024 Петр (Голиней)                             |

### Надворнянский деканат
| Село           | Приход                                  | Священник                 | Дата визитации                                        |
| -------------- | --------------------------------------- | ------------------------- | ----------------------------------------------------- |
| Верхней Майдан | Святых Ольгы и Владимира                | отец Михаил Федоров       | 25.07.2021 Василий (Ивасюк)                           |
| Гвизд          | Успения Пресвятой Девы Марии            | отец Иван Гедзик          | 26.01.2020 Василий (Ивасюк)                           |
| Гвизд          | Святого Николая                         | отец Николай Гаврилюк     |                                                       |
| Лоевая         | Воскресения Христового                  | отец Василий Билусяк      | 25.04.2022 Василий (Ивасюк)                           |
| Молодьков      | Всех святых украинского народа          | отец Николай Демянчук     |                                                       |
| Мирное         | Святых апостолов Петра и Павла          | отец Василий Кугутяк      |                                                       |
| Надворная      | Благовещения Пресвятой Девы Марии       | отец Андрей Бакота        |                                                       |
| Надворная      | Воздвижения Честного Хреста             | отец Михаил Мильчаковский |                                                       |
| надворная      | Покровы Пресвятой Богородицы            | отец Юрий Зеленчук        |                                                       |
| Надворная      | Трех Святителей                         | отец Богдан Михайлина     |                                                       |
| Парище         | Вознесения Господа нашего Иисуса Христа | отец Василий Ерстенюк     |                                                       |
| Стримба        | Святого Николая                         | отец Михаил панькив       | 25.02.2018 Василий (Ивасюк) 19.05.2024 Петр (Голиней) |

### Обертинский деканат
| Село     | Приход                                    | Священник                            | Дата визитации                                          |
| -------- | ----------------------------------------- | ------------------------------------ | ------------------------------------------------------- |
| Бортники | Успения Пресвятой Девы Марии              | отец Петр Третяк                     | 09.01.2022 Василий (Ивасюк)                             |
| Гончаров | Святого Архистратига Михаила              | отец Василий Луцив                   | 21.11.2017 Василий (Ивасюк)                             |
| Делева   | Введения в Храм Пресвятой Девы Марии 1853 | отец Игорь Рубинский                 |                                                         |
| Жукив    | Святого Николая 1995                      | отец Владимир Барновский             | 27.01.2019 Василий (Ивасюк)                             |
| Исаков   | Перенесения мощей святого Николая 1925    | отец Богдан Морикот                  |                                                         |
| Обертин  | Святых Кирилла и Мефодия                  | отец Юрий Друляк отец Ярослав Биляев |                                                         |
| Озеряни  | Святого Николая 2012                      | отец Игорь Рубинский                 | 30.09.2012 Николай Симкайло 19.05.2019 Василий (Ивасюк) |
| Олеша    | Святого Архистратига Михаила 2012         | отец Виталий Павлюк                  | 2012 Николай Симкайло 10.11.2024 Петр (Голиней)         |
| Олещин   | Рождества Пресвятой Богородицы            | отец Владимир Барновский             |                                                         |
| Петров   | Успения Пресвятой Девы Марии              | отец Михаил Давиденко                | 25.03.2018 Василий (Ивасюк) 21.11.2018 Василий (Ивасюк) |
| Сокирчин | Святых Космы и Дамиана                    | отец Михаил Давиденко                | 29.11.2020 Василий (Ивасюк)                             |
| Хотимир  | Перенесения мощей святого Николая         | отец Петр Третяк                     | 10.02.2025 Петр (Голиней)                               |
| Яковка   | Рождества Пресвятой Богородицы            | отец Виталий Павлюк                  |                                                         |

### Тисминичанский деканат

#### история
Деканы: Иван Качанюк до 2014
| Село             | Приход                             | Священник             | Дата визитации                                                                                                |
| ---------------- | ---------------------------------- | --------------------- | --- |
| Волосов          | Покровы Пресвятой Девы Марии       | Степан Лящун          | 13.10.2019 Василий (Ивасюк)                                                                                   |
| Гавриловка       | Святого Архистратига Михаила 2018  | отец Роман Григораш   | 18.11.2018 Василий (Ивасюк) 15.11.2020 Василий (Ивасюк) 12.12.2021 Василий (Ивасюк) 31.03.2024 Петр (Голиней) |
| Каменное         | Святой Параскевы                   | отец Владимир Найда   | |
| Каменное         | Сердца Христового                  | отец Дмитрий Мишко    | |
| Лесная Тарновица | Святый Космы и Дамиана 1904        | отец Василий Нагорняк | 25.10.2021 Василий (Ивасюк) 03.11.2024 Петр (Голиней)                                                         |
| Пересриль        | Рождества святого Ивана Крестителя | отец Иван Панивник    | |
| Тысминичаны      | Святой Параскевы 1865              | отец Юрий Гринчук     | 15.11.2015 Василий (Ивасюк)                                                                                   |
| Фитьков          | Святой Параскевы                   | отец Николай Григорук | 09.03.1997 Павел (Василик) 29.10.2023 Петр (Голиней) 08.05.2024 Петр (Голиней)                                |
| Цуцилов          | Святого Архистратига Михаила       | отец Владимир Дилета  | |

### Тлумацкий деканат

#### История
Первый известный декан из шематизма Львовской архиепархии от 1882 года это Игнатий Дзерович. По состоянию на 1957 г. не приняли православие и сохраняли тайные приходы были: Бортники, Грушка, Королевка и Надорожна где во время служения Павла Василика даже проводились литургии.Именно в этом деканате сосредоточили деятельность будущие епископы Николай (Симкайло), Василий (Семенюк), Владимир (Вийтишин). Действовал приход в селе Гостев отца Петра Голейко. Активно действовали монахи Зеновий Януарий Киселевский и Николай Волосянко
Деканы: Игнатий Дзеровыч (1871-1883), Иван Партицкий (1884-1898), Порфирий Ступницкий (1898-1926), Ярослав Майковський (1926-1945), Владимир Вийтишин (1990-2003), Павел Дутчак с 2003
| Село      | Приход                                                                                      | Священник                 | Дата визитации                                             |
| --------- | ------------------------------------------------------------------------------------------- | ------------------------- | ---------------------------------------------------------- |
| Антоновка | Святого Дмитрия 1903 г.                                                                     | отец Василий Палюга       |                                                            |
| Братышев  | Успения Пресвятой Девы Марии                                                                | отец Иван Гуцуляк         | 29.09.2019 Василий (Ивасюк) 10.11.2019 Василий (Ивасюк)    |
| Гостев    | Святого Юрия Победителя 1989                                                                | отец Владимир Майданчук   | 07.05.2018 Василий (Ивасюк) 09.05.2024 Владимир (Вийтишин) |
| Гриновц   | Рождества Пресвятой Девы Марии 1995                                                         | отец Андрей Семянчук      | 21.08.2018 Василий (Ивасюк) 09.06.2019 Владимир (Вийтишин) |
| Грушка    | Перенесения мощей Святого Николая 2012                                                      | отец Тарас Гушулей        | 22.05.2004 Владимир (Вийтишин) Николай (Симкайло)          |
| Диброва   | Успения Пресвятой Девы Марии                                                                | отец Олег Легкодух        |                                                            |
| Коленцы   | Успения Пресвятой Девы Марии 2005                                                           | отец Николай Притула      |                                                            |
| Королевка | Святого Архистратига Михаила 1926                                                           | отец Владимир Буржминский |                                                            |
| Локитка   | Царя Христа                                                                                 | отец Владимир Медвидь     |                                                            |
| Надорожна | Вознесения Иисуса Христа 1806 (не действующия) Вознесения Господа нашего Иисуса Христа 2019 | отец Роман Нестерак       | 2006 Владимир (Вийтишин) 2019 Василий (Ивасюк)             |
| Нижнев    | Святого Архистратига Михаила 1755                                                           | отец Андрей Семянчук      | 23.11.2014 Василий (Ивасюк)                                |
| Нижнев    | Введения в Храм Пресвятой Девы Марии 1872                                                   | отец Василий Палюга       | 16.05.2021 Василий (Ивасюк)                                |
| Новоселка | Рождества Пресвятой Девы Марии 1729                                                         | отец Евстафий Гасяк       |                                                            |
| Окняне    | Рождества Пресвятой Девы Марии 1721                                                         | отец Иван Федорчук        | 2006 Николай (Симкайло)                                    |
| Острыня   | Святого Николая                                                                             | отец Олег Легкодух        |                                                            |
| Палагичи  | Святого архистратига Михаила 1895                                                           | отец Владимир Медвидь     | 26.12.2021 Василий (Ивасюк)                                |
| Петрилов  | Святых великомучеников Космы и Дамиана                                                      | отец Евстафий Гасяк       | 14.11.2021 Василий (Ивасюк)                                |
| Попелев   | Святых Апостолов Петра и Павла                                                              | отец Иван Федорчук        |                                                            |
| Прибылев  | Трех Святителей                                                                             | отец Николай Римчук       |                                                            |
| Тарасовка | Покровы Пресвятой Девы Марии                                                                | отец Владимир Буржминский |                                                            |
| Тлумач    |                                                                                             | отец Павел Дутчак         |                                                            |
| Тлумач    | Царя Христа                                                                                 | отец Тарас Гушулей        |                                                            |